# Escil·lis
Escil·lis grec antic: Σκύλλις, llatí: Scyllis) va ser un escultor grec molt antic que sempre apareix esmentat conjuntament amb Dipè. La llegenda els feia deixebles de Dèdal, i el seu estil rebia el nom de dedalià. Tot i això, no hi ha dubte que eren personatges reals, i no pas simples personatges mitològics.
Plini el Vell diu que Escil·lis va néixer a Creta abans del regnat de Cir II el Gran cap a l'any 580 aC, i que d'allí va anar a Sició amb Dipè on junts van fer estàtues dels déus, però no van acabar la feina per alguna baralla i se'n van anar a Etòlia. Una plaga de fam es va abatre sobre Sició i l'oracle de Delfos va dir que no s'arreglaria fins que els dos escultors acabessin la seva tasca. El govern de Sició va aconseguir que els dos escultors tornessin i van acabar l'obra (estàtues d'Apol·lo, Àrtemis, Hèracles i Atena). Plini també diu que van ser els primers a treballar el marbre i que treballaven el de l'illa de Paros.
Pausànias diu que van fer una estàtua d'Atena a Cleones i a Argos un grup representant a Càstor i Pol·lux amb les seves dones Hilaïra i Febe, i els seus fills Anàxies i Mnasínous. Climent d'Alexandria esmenta les estàtues dels Dioscurs i altres estàtues d'Hèrcules i d'Artemisa a Sició.
Eren deixebles seus Tecteu, Angelió, Learc de Règion, Doríclides, Medó, Dontes i Teocles (els quatre darrers, espartans).